# Maimonidész
Latinos nevén Moses Maimonidész vagy Majmonidész, teljes nevén Mose ben Maimon (héberül: משה בן מימון, saját nyelvén, arabul:  موسى بن ميمون بن عبد الله القرطبي الإسرائيلي, Múszá ibn Majmún ibn Abdalláh al-Kurtubí al-Iszráílí; Córdoba, 1137 vagy 1138 – Kairó, 1204. december 13.) arabul alkotó zsidó rabbi, orvos, filozófus; az egyik legnagyobb hatású középkori Tóra-tudós, aki Córdobában, Marokkóban és Egyiptomban tevékenykedett. Héber nyelvű művekben Maimoni (מימוני) néven említik, de találkozunk a Mose ben Maimon rabbi névváltozattal és ennek héber rövidítésével, a RáMBáM formával is. Az ő nevéhez fűződik a zsidó vallásjog (háláchá) törvényeinek a rendszerbe foglalása (Misné Tórá) a Talmud alapján.

## Élete és munkássága
1137-ben született Córdobában, ami az ő korában az arab kultúra egyik központja volt. (A korábbi szakirodalomban szereplő 1135-ös születési dátum téves.) Tanulmányait kezdetben apja útmutatása mellett végezte, aki rabbinikus bíró (dajján) volt. De ugyanekkor ismerkedett meg az antik görög és arab filozófiával is, arab tudósok közvetítésével.
Mikor 1148-ban, Spanyolországban a fanatikus muszlim Almohád-mozgalom hatására a zsidó lakosságot kényszerítették vallásuk elhagyására, Maimonidész családja inkább a száműzetést választotta és Észak-Afrikába menekült. 1160-ban a család a marokkói, Fez nevű városban telepedett le, majd 1165-ben Jeruzsálembe költözött. Innen Egyiptomba költöztek tovább, először Alexandria városba, majd a mai Kairó helyén állt Fusztát nevű városba, ahol Maimonidész életének végéig élt.
A család vándorlása közben Maimonidész nem hagyta abba a tanulmányait: orvoslást tanult és Arisztotelészt és egyéb filozófiai műveket tanulmányozott. 
Fusztátban Maimonidész a rabbinikus bíróság tagja, és egy nem bizonyított hipotézis szerint a zsidó közösség vezetője (Nagid, vagy raisz al-jahud) lett, majd 1185-től Szaladin, Egyiptom és Szíria ajjúbida szultánjának a személyes orvosa. Mindez idő közben számos művet és tanulmányt írt. Írt egy filozófiai logikával foglalkozó művet (aminek autenticitását újabban kétségbevonják); egy judeo-arab nyelvű kommentárt a Misnához; a Tóra 613 parancsának felsorolását (Széfer ha-micvot); a Misné Torá törvénykönyvet; A tévelygők útmutatója című judeo-arabul írt filozófiai értekezést, továbbá számos levelét, amelyeket különböző zsidó közösségeknek írt. Misna-kommentár eredetileg arab nyelven íródott, majd később fordították héber nyelvre.
Maimonidésznek különösen a Misné Torá című munkája ismert. Ebben összefoglalja a zsidó vallásjog (halakha) teljes anyagát. Eltérve a korábbi hagyománytól Maimonidész nem tárgyalja a törvények talmudi forrásait. Ehelyett arra törekszik, hogy a zsidó vallást logikus egészként mutassa be. Második legfontosabb műve a Tévelygők útmutatója. Ebben a műben azokhoz fordult, akik a filozófiával való foglalkozás közben hitükben elbizonytalanodtak, és azt akarja megmutatni, miképp válhat a hit sajáttá a tudomány közvetítésével: ahol a tudományos ismeretek ellentmondanak a bibliai szövegnek, ott allegorikusan kell értelmezni azokat.
Maimonidész negatív teológiát képvisel, ami azt jelenti, hogy Isten lényegéről csak tagadó módon lehet beszélni. Az állítások csak Isten hatásaira vonatkoznak és nem a lényegére.

## 13 hittétel
Maimonidész a zsidó vallás tanait, a Misna kommentárokban (Sanhedrin, 10. fejezet) 13 hittételben foglalta össze. Ezek a következők:
1. A Teremtő Istenben hiszek.
2. Isten egyetlen.
3. Isten szellemi lény (testetlen).
4. Isten az első és utolsó.
5. Istenen kívül senki sem méltó az imádásra.
6. A próféták szavai igazak.
7. Mózes a próféták atyja.
8. A mai Tóra a Mózesnek átadottal megegyezik.
9. Nincs más Tóra.
10. Isten ismeri az ember gondolatát, tud tetteikről, megérti minden tettünket.
11. Isten a parancs meg nem tartóját bünteti, a megőrzőit jóval fizeti.
12. Hit az eljövendő Messiásban, és az ő várása.
13. Hit a holtak feltámadásában.

## Művei

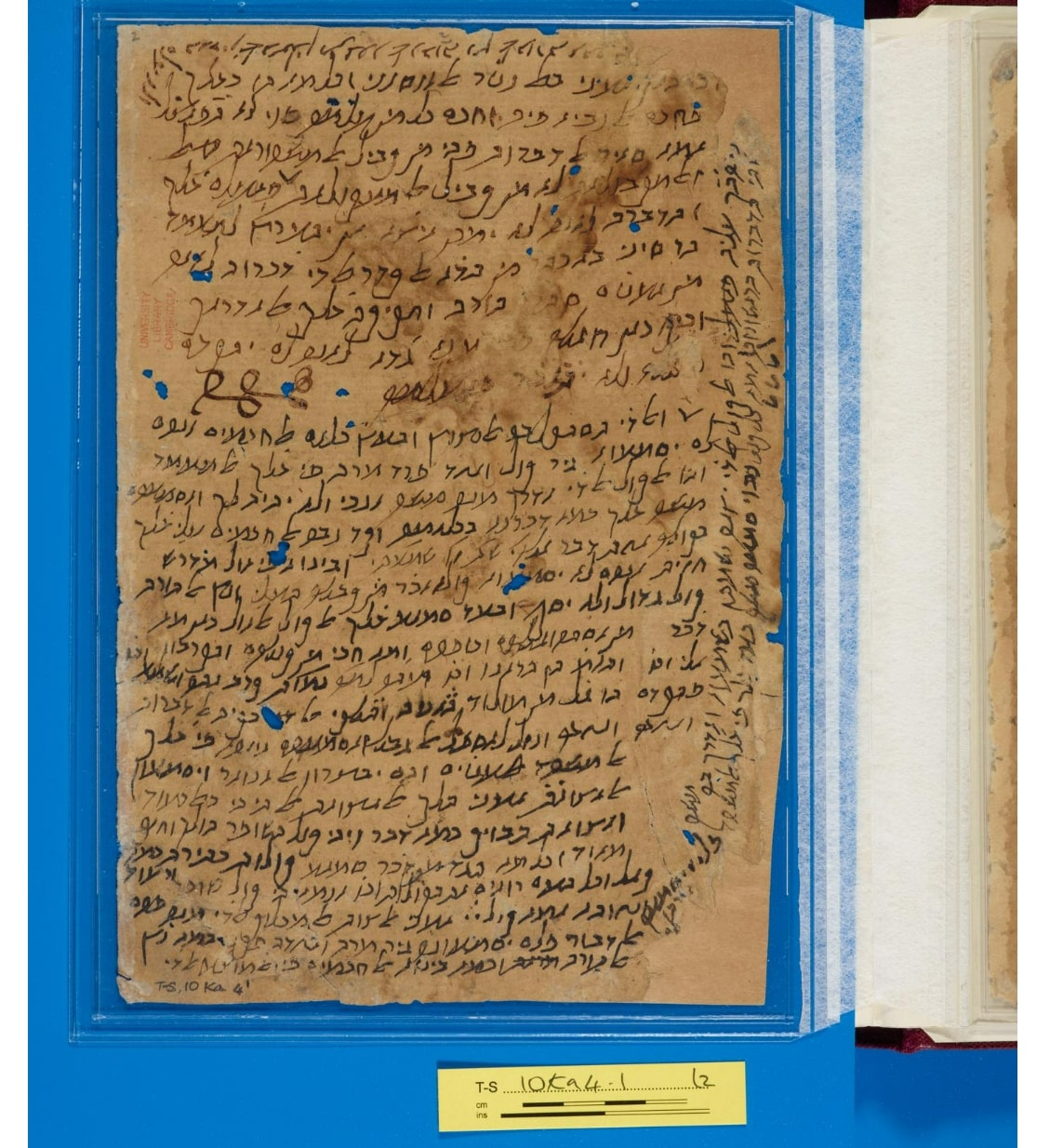
Maimonidész egyik kézírata. (Judeo-arab nyelven és héber betűkkel íródott)

Maimonidész egyaránt írt vallási, filozófiai és orvosi műveket is. A legtöbb mű arab nyelven íródott, kivételt képez a Mishné Torá ami héber nyelvű. A Judaizmusról szóló szövegek a következők:
- Misna kommentárok, (héberül: Pérus Ha-Misnajot) arab nyelven íródott. Ez a szöveg volt az első teljes Misna-kommentár; a bevezető részeket gyakran idézik más művekben is.
- Széfer Mádá ( A tudás könyve) -- a Misné Torá első könyve, amit időnként önálló egységként kezeltek.
- Misné Torá, de ismert Széfer Jad ha-Chazaka néven is, a zsidó-törvényekkel foglalkozik.
- Széfer ha-micvot A Tóra 613 parancsának felsorolását találhatjuk meg benne;
- A tévelygők útmutatója, hit és tudás szintézisével, Arisztotelész filozófiájával és a zsidó vallással foglalkozó mű;
- Teshuvot, különböző levelezések gyűjteménye.
- Értekezés a logikáról (arabul: Makála fí szinát al-mantik) számos kiadása ismert, valamint több nyelvre is lefordították. Újabban több Maimonides-kutató kétségbe vonja autenticitását.

Maimonidész több orvosi munkát is hátrahagyott maga után; számos ezek közül máig fennmaradt. A legismertebb orvosi témájú műve a Fuszúl Múszá (Múszá fejezetei) ami ugyancsak arab nyelven íródott.

## Magyarul megjelent művei
- Mózis ben Maimun: A tévelygők útmutatója, 1-7.; ford., jegyz. Klein Mór; Református Főtanoda Ny., Pápa, 1878–1890
- Majmuni szemelvények; összeáll., ford. Deutsch Gábor, Hahn István, előszó Lőwinger Sámuel; Zsidó Gimnázium Barátainak Egyesülete, Bp., 1935
- Mózes Maimuni: A megtérés útja; ford., bev. Klein Károly; Steiner Ny. , Miskolc, 1943
- A tévelygők útmutatója; ford., jegyz. Klein Mór, szerk. Babits Antal, előszó Josua Blau, utószó Heller Ágnes; 2. jav., bőv. összkiad.; Logos, Bp., 1997 (Historia Judaica) (bővített összkiadás új anyagrészekkel az 1878–1890-es kiadás kiegészítésekkel)
- Scheiber Sándor: A feliratoktól a felvilágosodásig – Kétezer év zsidó irodalma (Zsidó irodalomtörténeti olvasmányok), Múlt és Jövő Lap- és Könyvkiadó, Budapest, 1997, ISBN 963 85697 4 3, 181–192. o.
- Maimonidész. Válogatott fejezetek. Első magyar fordítás. I. kötet; Zsidó Tudományok Szabadegyeteme, Bp., 2007
- Értekezések az isteni igazságosságról, üldöztetésről, megtérésről és feltámadásról; szerk. Babits Antal, ford., jegyz. Dobos Károly Dániel; Logos, Bp., 2011 (Historia diaspora)
- Maimonidész: A tévelygők útmutatója. (Szerk: Babits Antal, fordította: Klein Mór, bővített összkiadás) Budapest, 19972 Logos Kiadó Maimonidész: Értekezések az isteni igazságosságról, üldöztetésről, megtérésről és feltámadásról. [Nyolc fejezet, Jemeni levél, A megtérés útja, Értekezés a holtak feltámadásáról.] (Szerk: Babits Antal, fordította: Dobos Károly Dániel) Budapest, 2011. Logos Kiadó
- Guttmann, Jacob: Maimonidész vallásfilozófiájának kapcsolata zsidó elődeinek tanításával. In: Guttmann – Husik – Scheiber: Maimonidész, zsidó filozófia. Zsidó és skolasztikus filozófusok a középkorban. (Szerk: Babits Antal, fordította: Tatár György), Budapest, 1995. Logos Kiadó, 79–109.